# سكوت بيك
سكوت بيك (بالإنجليزية: Scott Beck)‏ هو كاتب سيناريو ومخرج أمريكي، ولد في 22 أكتوبر 1984 في دنفر في الولايات المتحدة.

## وصلات خارجية
- سكوت بيك على موقع IMDb (الإنجليزية)
- سكوت بيك على موقع أول موفي (الإنجليزية)
- سكوت بيك على موقع قاعدة بيانات الفيلم (الإنجليزية)
- سكوت بيك على موقع كينوبويسك (الروسية)